# Європейський інститут інформаційних технологій
Європейський інститут інформаційних технологій (фр. École pour l'informatique et les nouvelles technologies), більш відомий як Épitech — один з найкращих навчальних закладів у сфері електроенергетичних та інформаційних наук Франції. Заклад також є членом мережі IONIS Education Group.